# Pseudoplatystoma corruscans × P. reticulatum
Se denomina surubí híbrido, surubí cachapinta, surubí pincachara, surubí pintachara o surubí punto y coma (Pseudoplatystoma corruscans × P. reticulatum) al pez silúrido de agua dulce resultante del cruce entre las dos especies de surubíes (Pseudoplatystoma) que habitan en la cuenca del Plata: el surubí pintado (Pseudoplatystoma corruscans) y el surubí atigrado (Pseudoplatystoma reticulatum), las que viven en aguas templado-cálidas de Sudamérica.

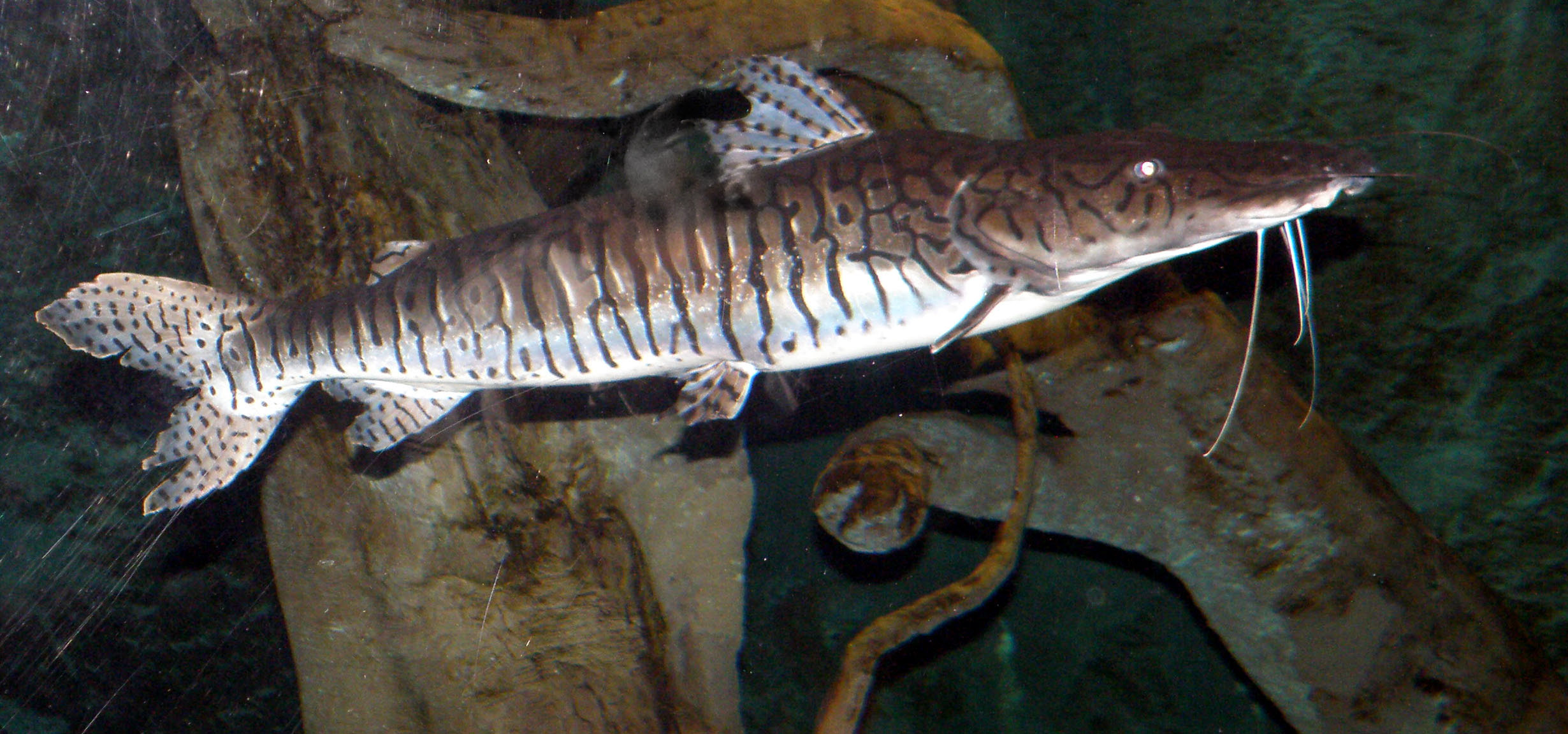
Surubí atigrado (Pseudoplatystoma reticulatum), una de las dos especies que originan este híbrido.

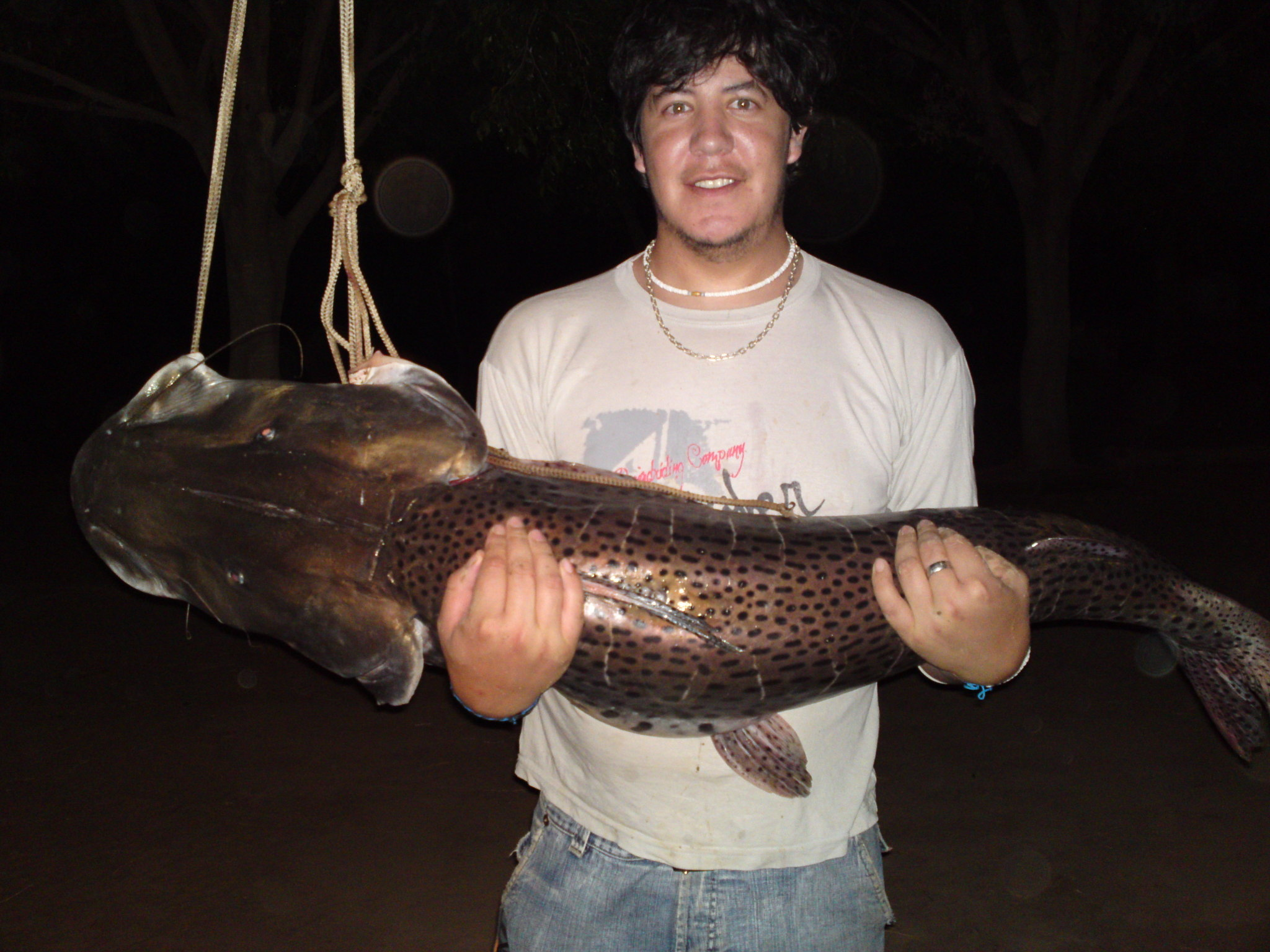
Surubí pintado (Pseudoplatystoma corruscans), una de las dos especies que originan este híbrido.

## Distribución
Ejemplares de estos híbridos fueron encontrados en las altas cuencas de los ríos Paraná y Paraguay (este último confluye luego en el tramo medio de aquel); ambos pertenecen a la cuenca del Plata.

## Su empleo en acuicultura
Los híbridos producto del cruce en cautividad del surubí pintado (Pseudoplatystoma corruscans) y el surubí atigrado (Pseudoplatystoma reticulatum) son muy comercializados para ser utilizados en granjas de acuicultura de peces o piscicultura; además, son ofrecidos entre los productos a capturar en muchos servicios comerciales de pesca deportiva conocidos como “pesque y pague”.
Los productores los prefieren en razón de ser más dóciles y precoces que los ejemplares de las especies progenitoras, además de crecer más rápido, y reducir los costos de su mantenimiento. Todas estas ventajas comerciales son resultado del fenómeno de la heterosis, vigor híbrido o ventaja del heterocigoto, es decir, la mayor fortaleza de los individuos mestizos heterocigotos por la combinación de virtudes de sus padres, mediante la exogamia.
El producto híbrido utilizado se denomina surubí cachapinta para el cruce de P. reticulatum hembra con el macho de P. corruscans y surubí pintachara o pincachara al cruce de P. reticulatum macho con la hembra de P. corruscans.
Características
El híbrido no posee características diagnósticas presentes en todos los ejemplares, si bien frecuentemente exhibe un patrón cromático intermedio entre ambas: con pocas o ninguna raya, sin rayas divididas, y con manchas mayores en diámetro y menores en cantidad que el pintado. Algunos ejemplares son más parecidos a este último mientras que otros se confunden con el atigrado.
Su producción en el nordeste argentino
En el embalse Urugua-í, situado en el extremo norte de la región mesopotámica del nordeste de la Argentina (en la provincia de Misiones) la empresa Tierra Dorada S.A., mediante 200 jaulas de 3 x 3 x 2 metros, realiza producción piscicola con estos híbridos, los que son producidos por la firma Gerula S.A. en su establecimiento de San José, en el sur provincial. Las instalaciones del Urugua-í son monitoriadas por la Dirección de Acuicultura de la Subsecretaría de Pesca de la Nación.

## Consecuencias para la conservación
Debido a la falta de controles, numerosos ejemplares híbridos lograron escapar a hábitats fluviales, por fugas desde los centros de reproducción, desde los estanques comerciales o desde los “pesque y pague”, siendo de estos últimos lo más probable ya que en ellos las fugas son inevitables. El híbrido es fértil, por lo que puede retrocruzarse con algún ejemplar puro de las especies parentales.
La hipótesis de que, una vez que lograsen conseguir su libertad, los híbridos podrían retrocruzarse con ejemplares de las especies de surubíes que los formaron ya se dio por comprobada, pues Ictiólogos brasileños han detectado en los ríos de Mato Grosso del Sur no solo individuos híbridos F1, sino también, en ejemplares silvestres en teoría puros de una de las especies, registro de introgresión de genes de la otra especie, es decir, consecuencia de un proceso de hibridación interespecífica seguido de retrocruzamiento (híbridos post-F1).
De esta manera la integridad genética de las especies de surubíes del Plata se ve amenazada por procesos de hibridación, ausentes en la naturaleza pero desencadenados por el mal manejo antrópico.
También se observó discrepancias entre la identificación visual de rasgos fenotípicos externos y la brindada por el uso de diferentes marcadores moleculares, siendo esta última muy efectiva para una correcta identificación de los híbridos. Esto complica aún más el escenario ya que los ejemplares híbridos pueden exteriormente asemejarse a una u otra especie. Si se pretende desarrollar en cautividad líneas reproductoras puras de esas especies, para emplearlas luego en la creación de híbridos con otras especies del género o para repoblar las poblaciones de ecosistemas deteriorados por sobrecaptura, el dilucidar mediante análisis genéticos a cuál especie pertenecen los ejemplares reproductores es esencial, ya que su asignación taxonómica sobre la base de sus características morfológicas no es siempre una herramienta fiable.
Como el retrocruzamiento conlleva una mayor similitud genética con las especies parentales, puede producirse errores en análisis genéticos. Por esta razón, para obtener una mayor fiabilidad de los resultados sobre ejemplares post-F1 se recomienda emplear el mayor número de marcadores nucleares posibles.
Como un ejemplo de la gravedad del daño que están produciendo estos híbridos en los ecosistemas naturales, en un análisis de las muestras colectadas de 183 surubíes, se las identificó de manera tradicional mediante sus caracteres reconocibles visualmente, resultando de este modo 123 de ellas como P. corruscans, 44 como P. reticulatum y 16 como el híbrido interespecífico. Sin embargo, al emplear marcadores moleculares el resultado genotípico fue que de los 123 solo 76 eran realmente P. corruscans, de los 44 solo 16 eran P. reticulatum y el número de híbridos se elevó de 16 a 91, siendo 68 de ellos correspondientes a F1 y 23 a las retrocruzas post-F1.
Como el híbrido cachapinta es más comercializado, porque presenta un período reproductivo mayor, se traduce en que sean de este tipo la mayoría de los surubíes de la cuenca del alto Paraná, que es donde se encuentran la mayor parte de los "pesque y pague" desde donde escapan a la naturaleza.
Por el contrario, en la alta cuenca del Paraguay se detectó la presencia de híbridos del tipo pintachara, los que presumiblemente podrían ser fruto de hibridaciones naturales, si bien raras, estos cruces son genéticamente posibles dado que en virtud de la homología en la constitución cromosómica de ambas especies se genera la posibilidad de un correcto emparejamiento y segregación de los cromosomas durante la meiosis, produciendo así gametos viables. Los casos de hibridación natural de peces se suelen atribuir a la degradación del hábitat producida por causas del desarrollo humano descontrolado, como desforestación, contaminación, tráfico de embarcaciones, alteraciones por dragados, etc. Esto causaría cambios en el comportamiento de los peces que harían factible cruces interespecíficos entre especies filogenéticamente próximas, híbridos que de otro modo no ocurrirían, o serían muy raros. Si bien en sectores del alto Paraguay estos trastornos se han producido, tal vez una explicación más factible sea que también allí se encuentren granjas de piscicultura, y que en ellas se estén criando pintacharas.
El ecosistema del curso medio y superior del arroyo Urugua-í evolucionó aislado del tramo inferior y del río Paraná, en razón de una infranqueable cascada que impedía que los grandes predadores paranaenses alcancen a colonizar el resto de la cuenca, en la cual evolucionó una ictiofauna particular, con numerosos endemismos. Lamentablemente, a las alteraciones producidas por la creación del lago artificial de la presa (de 9000 ha) se le suma el riesgo que, en algún momento, se produzcan accidentalmente escapes de estos híbridos (o de sus especies parentales) los que encontrarían un ambiente óptimo, con abundantes presas no adaptadas a la presión de grandes predadores.